# Conselho Nacional Judaico
O Conselho Nacional Judaico (CNJ; em hebraico: ועד לאומי; romaniz.: Va'ad Le'umi), também conhecido como Conselho do Povo Judeu, foi o principal órgão executivo nacional da Assembleia de Representantes da Comunidade Judaica (Yishuv) dentro do Mandato Britânico da Palestina. Suas responsabilidades incluíam a educação, a cultura, o governo local, a assistência social, os cuidados de saúde, o serviço religioso, a segurança e a defesa. Desde 1928, também foi o representante oficial do Yishuv junto ao governo do Mandato Britânico. Fundado em 1920, operou até 1948, quando suas funções foram passadas para o recém-criado estado de Israel.

## História
O CNJ foi criado em 1920 junto com a Assembleia de Representantes, cujos membros selecionavam entre si os membros do Conselho Nacional. A primeira Assembleia foi composta por 314 representantes eleitos. O primeiro presidente do CNJ foi o rabino Abraão Isaac Kook. A Histadrut e a Haganá também foram fundadas em 1920. Os assuntos comunitários judaicos eram geralmente conduzidos por meio de uma hierarquia de organizações representativas, que incluía o CNJ.
Os membros do CNJ também participaram de reuniões do Conselho Geral Sionista. A organização representava quase todas as principais facções judaicas, porém alguns grupos menores inicialmente se opuseram à criação de uma liderança centralizada. Notavelmente, a Agudat Israel aderiu apenas em 1935. E apenas em 1946 os judeus sefarditas e os sionistas revisionistas aceitaram participar do CNJ.

### Papel no estabelecimento de Israel
O Departamento Político do CNJ era responsável pelas relações com os árabes, com a Agência Judaica e pelas negociações com o governo britânico. À medida em que o yishuv crescia, o CNJ assumiu mais funções, como educação, assistência médica e serviços de bem-estar, questões de defesa e segurança interna, e organizou o recrutamento para as forças britânicas durante a Segunda Guerra Mundial. Na década de 1940, foram criados departamentos de educação física, cultura e imprensa e informação.

O relatório do Comitê Anglo-Americano de Inquérito, emitido em 1946, declarou:
"Os judeus desenvolveram, sob a égide da Agência Judaica e do CNJ, uma comunidade forte e altamente unida. Existe, portanto, um Estado judeu virtual não-territorial com seus próprios órgãos executivos e legislativos..." 
Quando o Estado de Israel foi estabelecido em 1948, essa estrutura departamental serviu de base para os ministérios do governo. Em 2 de março de 1948, o Novo Conselho Judaico:
"começa a trabalhar na organização do governo provisório judaico" 
Em 14 de maio de 1948 (dia do término do Mandato Britânico), seus membros se reuniram no Museu de Arte de Tel Aviv e ratificaram a proclamação que declarava o estabelecimento do Estado de Israel. Os membros do CNJ formaram o governo provisório do recém-criado Estado de Israel.

## Departamentos
- Departamento Político
- Departamento de Educação
- Departamento de Saúde
- Departamento de Comunidades
- Rabinato
- Departamento de Assistência Social

## Presidentes
- 1920–1929 David Yellin
- 1929–1931 Pinhas Rutenberg
- 1931–1944 Yitzhak Ben-Zvi
- 1944–1948 David Remez